# ناشناخت‌گرایی الهیاتی
ناشناخت‌گرایی الهیاتی (به انگلیسی: Theological noncognitivism) یک برهان است که می‌گوید زبان مذهبی، به ویژه، بسیاری از واژگان استفاده شده چون «خدا» بی‌معنی هستند.
طبق ناشناخت‌گرایی الهیاتی، زبان مذهبی و برهان‌های دینی، ذاتاً، دارای معنی نیستند؛ از این رو، نمی‌توان روی درستی یا نادرستی آن‌ها بحث کرد. ناشناخت‌گرایی با مفاهیم بی‌دینی، بی‌خدایی، اپاتئیزم و ندانم‌گرایی رابطه دارد؛ ولی تفاوت‌هایی نیز، با آن‌ها دارد؛ همچنین گاهی، مترادف با ایگنستیسیزم، به کار می‌رود.

## توضیح
به‌طور خلاصه یک ناشناخت‌گرا:
1. با بی‌خدایان موافق است که واژه «خدا» به چیزی که وجود دارد اشاره ندارد.
2. با بی‌خدایان مخالف است که واژه «خدا» به چیزی که وجود ندارد اشاره دارد.
3. با ندانم‌گرایان مخالف است که واژه «خدا» به چیزی که شاید وجود داشته یا نداشته باشد اشاره دارد.
4. با خداباوران موافق است که واژه «خدا» به چیزی که وجود ندارد اشاره ندارد.
5. با خداباوران مخالف است که واژه «خدا» به چیزی که وجود دارد اشاره دارد.

یک ناشناخت‌گرا مدعی است که واژه «خدا» اصلاً معنی و اهمیت واقعی ندارد، مثل «خپا» که معنی خاصی ندارد.